# چیاماکا ننادوزیه
چیاماکا ننادوزیه (انگلیسی: Chiamaka Nnadozie؛ زادهٔ ۸ دسامبر ۲۰۰۰) بازیکن فوتبال اهل نیجریه است.
وی همچنین به عنوان دروازه‌بان اصلی تیم ملی فوتبال زنان نیجریه در مسابقات جام جهانی فوتبال زنان ۲۰۲۳ بازی می‌کند.